# Боргустанские Горы
Боргуста́нские Го́ры — посёлок в Предгорном районе (муниципальном округе) Ставропольского края России.
До 16 марта 2020 года входил в состав муниципального образования «Сельское поселение Яснополянский сельсовет».

## География
Расстояние до краевого центра: 125 км.
Расстояние до районного центра: 23 км.

## Население
| 1989 | 2002 | 2010 | 2014 | 2021 |
| ---- | ---- | ---- | ---- | ---- |
| 101  | ↘33  | ↗39  | ↘30  | ↘0   |

По данным переписи 2002 года, в национальной структуре населения русские составляли 45 %, карачаевцы — 55 %.